# 第161師団 (日本軍)
第161師団（だいひゃくろくじゅういちしだん）は、大日本帝国陸軍の師団の一つ。

## 沿革
太平洋戦争末期の1945年（昭和20年）4月、軍令陸甲下令により、中国上海特別市において臨時編成された。師団の編成経過は次のとおりである。1944年（昭和19年）10月米軍がフィリピン方面へ来攻を開始、大本営は直ちに捷一号作戦を下令するとともに、中国南部太平洋沿岸への来襲を予想し緊急戦備の実施に着手した。まず内地で仮編成部隊を臨時編成し、陸路（朝鮮、満洲を経由）鉄道輸送によって中国南部の雷州、香港などへ派遣、1945年1月下旬に大部が上海に到着した。しかし、それから先へは制海空権がないため船舶輸送することが出来ずに同地にて滞留状態にあった。
一方支那派遣軍は、米軍の来攻を中部沿岸地帯、とくに上海、杭州、南京のいわゆる「三角地帯」と予想し、同地域の戦備強化が急務と考えていた。大本営もフィリピンの戦局の帰趨が見え、米軍の目標が硫黄島ついで沖縄であろうと予想されるに至り、そこで同地にて待機の部隊の雷州、香港派遣を取り止め、これを基幹に中部沿岸要域に師団を新設することとした。
師団の編制は、基幹となる兵力を2個歩兵旅団が指揮する独立歩兵大隊8個とし、師団砲兵は野砲と10cm榴弾砲計12門を装備した。師団編合部隊の大部は4月末頃までに完結し、同時に第13軍隷下に編入され上海南部郊外にて警備ならびに陣地構築に従事した。同年6月策定の支那派遣軍の対米作戦計画大綱に、師団は米軍の上海上陸に際し、主力が侵攻を拒止する間に予備兵力を以て反撃にあたるとされた。
同年8月9日にソ連対日参戦でソ連軍が満洲へ侵攻すると、翌10日、支那派遣軍は兵力の手薄な蒙彊へ増援する兵団として第118師団と第161師団派遣を決定した。師団は13日から逐次上海を出発し、一部が鉄道輸送にて南京に到着した頃に終戦を迎えた。

## 師団概要

### 歴代師団長
- 高橋茂寿慶 中将：1945年（昭和20年）4月15日 - 終戦

### 参謀長
- 小山達彦 大佐：1945年（昭和20年）4月15日 - 終戦[1]

### 最終司令部構成
- 参謀長：小山達彦大佐　　　　　　　　　　　　
  - 参謀：神谷正司中佐

### 最終所属部隊
- 歩兵第101旅団（熊本）：江口四郎少将
  - 独立歩兵第528大隊：宮崎幸男大尉
  - 独立歩兵第475大隊：戸川春治少佐
  - 独立歩兵第476大隊：植田太郎大尉
  - 独立歩兵第477大隊：仲田常行大尉
- 歩兵第102旅団（熊本）：石田寿少将
  - 独立歩兵第478大隊：大川戸辰蔵大尉
  - 独立歩兵第479大隊：木藤重信大尉
  - 独立歩兵第480大隊：玉置文雄大尉
  - 独立歩兵第481大隊：小城義雄大尉
- 第161師団砲兵隊：川口辰蔵少佐
- 第161師団工兵隊：白石兼一大尉
- 第161師団通信隊：田中七郎大尉
- 第161師団輜重隊：勝間田忠重少佐
- 第161師団兵器勤務隊：楠木八重八大尉
- 第161師団第1野戦病院：落合為吉軍医少佐
- 第161師団第2野戦病院：高橋昭軍医少佐
- 第161師団病馬廠：佐々木賢一獣医大尉
- 第161師団防疫給水部：村田武雄軍医少佐